# 奈吉尔·巴利
奈吉尔·巴利（英語：Nigel Barley，1947年—）是一位英国人类学家，作家。

## 生平
1947年出生于英国泰晤士河畔金斯頓，后毕业于牛津大学和剑桥大学，曾担任大英博物馆民族志学组附属人类博物馆馆长。他将在喀麦隆作田野调查经历写成著作《天真的人类学家》。